# Ohain, Nord
Ohain là một xã ở trong tỉnh Nord ở miền bắc nước Pháp. Xã này có diện tích 11,88 kilômét vuông, dân số năm 1999 là 1184 người. Xã nằm ở khu vực có độ cao trung bình 250 mét trên mực nước biển.